# Kobeřice u Brna
Kobeřice u Brna település Csehországban, Vyškovi járásban. Kobeřice u Brna Vážany nad Litavou, Bošovice, Nížkovice, Milešovice, Dambořice, Heršpice és Velké Hostěrádky településekkel határos. Lakosainak száma 715 fő (2024. január 1.).

## Népesség
A település lakosságának változását az alábbi diagram mutatja:
| Lakosok száma | 795  | 960  | 979  | 872  | 620  | 522  | 699  | 722  | 718  | 715  |
|               | 1869 | 1890 | 1921 | 1950 | 1980 | 2001 | 2017 | 2019 | 2022 | 2024 |